# Вавра, Генрих
Генрих Вавра фон Фернзее (при рождении — Йиндржих Блажей Вавра) (нем. Heinrich Wawra von Fernsee; 2 февраля 1831, Брно, Моравия, Австрийская империя — 26 мая 1887, Баден, Австро-Венгрия) — австрийский ботаник, судовой врач, исследователь, путешественник чешского происхождения.

## Биография
Родился в семье мельника. Младший из пяти братьев . С 1849 по 1855 год изучал медицину и ботанику в Венском университете. После окончания университета в декабре 1855 года поступил на службу в Военно-морские силы Австро-Венгрии. Служил под командованием эрцгерцога Фердинанда Максимилиана Австрийского, будущего императора Мексики.
С 1856 по 1871 год — судовой врач и хирург на различных кораблях. Побывал на Мадейре, Гибралтаре, Тенерифе, в Анголе, Бразилии, Мысе Доброй Надежды, о. Вознесения, на островах Зеленого Мыса, Яве, в Сингапуре, Таиланде, Вьетнаме, Китае, Японии, на Гавайях, в Южной Америке, Новой Зеландии, Австралии, на Цейлоне, Гонконге и Макао .
С 1872 по 1873 год совершил своё первое кругосветное путешествие, сопровождая принцев Фердинанда Филиппа и Людвига Августа Саксен-Кобург-Готских. Выехав из Нью-Йорка в Калифорнию (США) по континенту, посетил Австралию, Японию, предгорья Гималаев, Шри-Ланку.
В 1873 году был пожалован дворянским титулом — фон Фернзее (дословно — Дальние моря).
Во время своих путешествий на службе Австро-Венгрии описал 173 новых ботанических вида. В 1866 году опубликовал книгу «Botanische Ergebnisse der Reise Seiner Majestät des Kaisers von Mexiko Maximilian I. nach Brasilien» (Вена, 1859—1860) с описанием и оценкой результатов бразильской ботанической экспедиции эрцгерцога Максимилиана Габсбурга в 1859—1860 годах.
Вышел в отставку в 1879 году, после чего отправился в своё второе кругосветное путешествие.

## Избранные публикации
- «Botanische Ergebnisse der Reise Seiner Majestät des Kaisers von Mexico Maximilian I. nach Brasilien (1859-60).» Auf allerhöchst dessen Anordnung beschrieben und hrsg. von Heinrich Wawra. Wien, C. Gerold’s Sohn, 1866.
- «Itinera principum S. Coburgi : die botanische Ausbeute von den Reisen ihrer Hoheiten der Prinzen von Sachsen-Coburg-Gotha, I. Reise der Prinzen Philipp und August um die Welt (1872—1873), II. Reise der Prinzen August und Ferdinand nach Brasilien» (1879) beschrieben von Heinrich Ritter Wawra v. Fernsee.
- «Neue Pflanzenarten gesammelt auf der transatlantischen Expedition Sr. k. Hoheit des durchlauchtigsten Herrn Erzherzog Ferdinand Maximilian.» von H. Wawra und Franz Maly, beschrieben von Dr. Heinrich Wawra

## Награды
- Императорский австрийский орден Франца Иосифа (дважды: рыцарь — 1868, командор — 1873)
- Орден Железной короны III класса (1871)
- Орден Розы (Бразильская империя) (1879)
- Императорский орден Девы Марии Гваделупской (Мексика)
- Баронский титул (1873)

Его вклад в ботанику оценен тем, что его имя носят 10 ботанических видов и один род Fernseea семейства Бромелиевые.